# Prince-Désir Gouano
Prince-Désir Gouano (Parijs, 24 december 1993) is een Frans voormalig profvoetballer van Ivoriaanse komaf die als verdediger speelde.

## Clubcarrière
Hij speelde in de jeugd van Le Havre AC waar hij in 2011 debuteerde in het eerste team. In 2011 werd hij overgenomen door Juventus FC waarbij ook Atalanta Bergamo mede-eigenaar werd. Door Juventus werd hij tweemaal verhuurd. In september 2013 nam Atalanta alle rechten op Gouano over in ruil voor drie jeugdspelers en werd hij verhuurd aan RKC Waalwijk. Met die club degradeerde hij op zondag 18 mei 2014 uit de erevisie na een nederlaag (over twee wedstrijden) tegen SBV Excelsior in de play-offs. In het seizoen 2014/15 werd hij verhuurd aan het Portugese Rio Ave en in het seizoen 2015/16 aan het Engelse Bolton Wanderers. Vervolgens kwam hij op huurbasis uit voor Gaziantepspor en Vitória Guimarães. In 2017 werd hij gecontracteerd door Amiens SC. In 2019 kreeg Gouano te maken met hartproblemen waardoor hij niet meer kon spelen. In april 2021 gaf de voorzitter van Amiens aan dat Gouano niet meer zijn rentree zou maken.